# 1.º Prêmio Vladimir Herzog
Esta é uma lista com os ganhadores do 1° Prêmio Vladimir Herzog que aconteceu em 1979.

## Categoria

### Jornal
| Veículo de mídia                              | Autor | Obra                                                                           | Resultado |
| --------------------------------------------- | --- | ------------------------------------------------------------------------------ | --------- |
| Jornal da República – São Paulo – SP          | Cláudio Favieri | No mato com a Rota 360                                                         | Premiada  |
| Tribuna da Imprensa – Rio de Janeiro – RJ     | Edmar Morel | A tenebrosa missão do ParaSar                                                  | Premiada  |
| Jornal de Fato – Belo Horizonte – MG          | Aloisio Morais, Aloysio Almeida, Beth Almeida, Fernando Assunção, Flamínio Fautini, João Batista Mares Guia, Kenneth Albernaz, Marco Antonio Campos, Marco Aurelio Cozzi, Mirian Chrystus Melo e Silva, Nilson Avelino Azevedo, Raquel Cristina e Rosena Nicolau | Agonia dos presos políticos                                                    | Premiada  |
| Versus – São Paulo – SP                       | Equipe | Carta aberta de um torturado ao presidente Geisel                              | Premiada  |
| Resistência – Belém – Pará                    | Luis Mackluff | Encontrem Jona!                                                                | Premiada  |
| Coojornal – Porto Alegre – RS                 | Equipe | Conjunto: “O caso das mãos amarradas” e “Operação Araguaia”                    | Premiada  |
| Em Tempo – São Paulo – SP                     | Equipe | Pela publicação da listas dos torturadores                                     | Premiada  |
| O São Paulo – São Paulo – SP                  | Equipe | Polícia prende e arrebenta trabalhadores                                       | Premiada  |
| Movimento – São Paulo – SP                    | Equipe | Série: Tortura à brasileira                                                    | Premiada  |
| Pasquim – Rio de Janeiro – RJ                 | Equipe | Conjunto: “Uma família brasileira no exílio” e entrevista com Fernando Gabeira | Premiada  |
| Jornal do Brasil – Rio de Janeiro – RJ        | Fritz Utzeri e Heraldo Dias | Quem matou Rubens Paiva?                                                       | Premiada  |
| Jornal da Tarde – São Paulo – SP              | Marcos Faerman | Anistia, uma palavra comum na história brasileira                              | Premiada  |
| Folha de S. Paulo (Folhetim) – São Paulo – SP | Ricardo de Carvalho | Aparecido Galdino Jacinto, dissidente do Juqueri                               | Premiada  |
| Tribuna de Vitória – Vitória – ES             | Rubens Manoel Câmara Gomes | Linchamento de Iconha                                                          | Premiada  |
| Folha de S. Paulo – São Paulo – SP            | Tamar de Castro | Seu filho está sendo morto, agora                                              | Premiada  |
| Jornal da República – São Paulo – SP          | Tânia Celidônio | Memórias do cárcere                                                            | Premiada  |

### Revista
| Veículo de mídia       | Autor                                    | Obra                                                                     | Resultado |
| ---------------------- | ---------------------------------------- | ------------------------------------------------------------------------ | --------- |
| Veja – São Paulo – SP  | Antônio Carlos Fon                       | Descendo aos porões                                                      | Premiada  |
| IstoÉ – São Paulo – SP | Equipe                                   | Dossiê da repressão                                                      | Premiada  |
| Veja – São Paulo – SP  | Luis Cláudio Cunha e João Batista Scalco | Série: O sequestro do casal uruguaio Lilian Celiberti e Universindo Dias | Premiada  |
| IstoÉ – São Paulo – SP | Ricardo de Carvalho                      | Encontrado um corpo                                                      | Premiada  |